# Amelia Lapeña-Bonifacio
Amelia Lapeña-Bonifacio (Binondo, 4 de abril de 1930 - 29 de diciembre de 2020) fue una dramaturga, titiritera y educadora filipina conocida como la Gran Dama del Teatro Infantil del Sudeste Asiático. En 1977 fundó la compañía de teatro infantil Teatrong Mulat ng Pilipinas, además de fundar la compañía de títeres de la Universidad de Filipinas. También fue Presidenta de la Asociación Internacional de Teatro para Niños y Jóvenes-Filipinas (ASSITEJ -Filipinas) y de la Union Internationale de la Marionnette-Filipinas (UNIMA -Filipinas). Fue reconocida en 2018 como Artista Nacional de Filipinas para el teatro.

## Biografía
Nació en Binondo, Manila y asistió a Arellano North High School. En 1953 completó su primer título al obtener una licenciatura en literatura por la Universidad de Filipinas. En 1956 se convirtió en una becaria del programa Fulbright y dos años más tarde obtuvo una maestría en artes del habla y artes teatrales por la Universidad de Wisconsin-Madison.
En 1957 escribió su primera obra de nombre Sepang Loca, con la que ganó los premios del Concurso de Dramaturgia de Wisconsin que le permitió presentarse en el Teatro del Círculo de Juego de la Universidad de Wisconsin lo que hizo que su obra se publicara en revistas literarias en los Estados Unidos.
En la etapa inicial de su carrera, estudió teatro tradicional japonés (con el apoyo de la Oficina de Asuntos de Asia Pacífico ASPAC), teatro tradicional del sudeste asiático (con el apoyo de la Fundación Ford) y teatro infantil internacional (con el apoyo de la Fundación Toyota). Su investigación sobre el teatro tradicional de Filipinas fue apoyada por organizaciones como: la Oficina de Coordinación de Investigación de la Universidad de Filipinas, la Fundación Zarzuela de Filipinas, Inc. y la Sociedad Filosófica Estadounidense. Esta investigación la convenció de la necesidad de un teatro para audiencias jóvenes utilizando cuentos populares asiáticos y filipinos y utilizando títeres inspirados en el bunraku japonés y el wayang indonesio especialmente títeres de varillas y estilos de teatro de sombras.

### Carrera
Como miembro joven de la facultad, ayudó a establecer el Departamento de Oratoria y Drama de la Universidad de Filipinas - Diliman en 1959 y enseñó materias como Historia del Teatro y Fundamentos del Oratoria a principios de la década de 1960 hasta que se mudó al Departamento de Inglés y Literatura comparativa.
En 1976 publicó Anim na Dulang Pilipino Para Sa Mga Bata, con su hija de seis años proporcionando ilustraciones.
En 1977 escribió y dirigió la obra de sus primeros hijos: Abadeja: Ang Ating Sinderela, una obra de teatro de títeres basado en un Visayan cuento popular acerca de la Cenicienta -como Abadeja. Se realizó en cooperación con Dulaang UP, el grupo de teatro del Departamento de Drama y Discurso de la Universidad de Filipinas y recibió críticas favorables de la prensa. Con el entusiasmo de las continuas visitas del elenco a su oficina y su antiguo sueño de formar un grupo de teatro infantil, posteriormente fundó la compañía de teatro infantil Teatrong Mulat ng Pilipinas, la compañía oficial de teatro y títeres de la Universidad de Filipinas.
En enero de 1981 editó Sepang Loca & Others en un primer volumen de obras en inglés. La mitad de la colección está compuesta por cinco obras de teatro, mientras que el resto comprende diez cuentos, varios poemas y ensayos.
Posteriormente generó cierta controversia cuando comentó sobre el trabajo de Jim Henson; afirmó que el enfoque de títeres de Henson no funcionaría en el otro lado del mundo debido a tres razones: primero, Barrio Sésamo en ese momento estaba involucrado en algo de violencia, en segundo lugar, las escenas del programa eran demasiado cortas, mientras que la capacidad de atención de un niño podía mantenerse durante mucho más tiempo y finalmente, las payasadas del pastel en la cara podrían interpretarse como una falta de respeto. Lapeña-Bonifacio agregó: “Si los niños tienen poca capacidad de atención, ¿cómo es que nuestros niños en casa pueden ver espectáculos de títeres durante una hora? Y, por favor, deja de tirar toda esa comida. Si eso les resulta gracioso a los occidentales, la comida para nosotros los asiáticos es casi sagrada, puede ser una cuestión de vida o muerte ". Algún tiempo después de estos comentarios, Henson creó una película de larga duración repleta de títeres, El cristal oscuro , que tenía temas asiáticos como la construcción de la paz y el equilibrio entre el yin y el yang.
Durante la dictadura de Marcos, la compañía de teatro de Lapeña-Bonifacio lanzó Ang Paghuhukom, basada en el cuento popular Pampanga del reino animal, que criticaba el régimen de la ley marcial. El personaje principal, el rey mono de la jungla, siguió aplastando a los otros animales para imponer el silencio y el control, hasta que terminó aplastándose a sí mismo. El gobierno notó la compañía de teatro, pero solo después de que la esposa del dictador, Imelda Marcos, vio una obra, Manok at Lawin, en la tribuna Quirino. La primera dama, sin conocer la obra de Ang Paghuhukom en ese momento, encargó al Centro Cultural de Filipinas que financiara la compañía de teatro de Bonifacio.
La compañía de teatro de Lapeña-Bonifacio fue invitada al Taller internacional sobre el teatro infantil vivo en Asia (1978), donde las representaciones en dieciocho lugares de Japón ganaron la atención de los medios. En el Festival Internacional de Marionetas en Taskent, ex URSS (1979), Mulat estrenó El juicio con gran éxito. En 1980, con Ohanashi Caravan, con sede en Tokio, Mulat realizó una gira por Metro Manila y las provincias, y el grupo participó en los talleres internacionales sobre el teatro infantil vivo en Filipinas (1983), Malasia (1985), Tailandia (1987) e Indonesia (1989).
En 1985 se estrenó por primera vez Papet Pasyon de Lapeña-Bonifacio. La obra traduce la tradición filipina de recitar la muerte y resurrección de Jesús en una versión de títeres para niños y se ha representado anualmente desde 1985. Inicialmente se representó en el Centro Cultural de Filipinas y luego se representó en la Universidad de Filipinas, Intramuros y otras provincias.

### Años después
La erupción del monte Pinatubo en 1991, que devastó numerosas provincias de Filipinas, influyó mucho en el oficio de Bonifacio. A través del consejo de la Facultad de Medicina de la Universidad de Filipinas, Teatrong Mulat mostró a los niños traumatizados de Pinatubo sus juegos para ayudar a los niños a sobrellevar los horrores causados por la erupción. En los próximos años, la compañía de teatro actuó en 30 sitios de refugiados o reubicación en Pampanga y Zambales. Cada sitio tendría aproximadamente 100 niños.
La compañía de teatro de Bonifacio presentó Sita & Rama: Papet Ramayana en 2004, que interpretó la epopeya india Ramayana a través de títeres de sombras y varillas con música de Joey Ayala y Cynthia Alexander y dirigida por la hija de Bonifacio.
Land, Sea and Sky, una obra de teatro de 1991, fue relanzada por la compañía de teatro en 2012 para crear conciencia sobre las diversas preocupaciones ambientales que enfrenta el país.
En 1995 se retiró de la Universidad de Filipinas, después de treinta y seis años enseñando en el alma mater por lo que fue nombrada profesora emérita.

### Fallecimiento
Falleció la madrugada del 29 de diciembre de 2020 a la edad de noventa años.

## Reconocimientos
- En 1995, recibió el Premio en Memoria de Carlos Palanca en Literatura por una obra de teatro de un acto para Dalawang Bayani.[6]

- En 2006, una casa cerca de la Universidad de Filipinas, que sirvió como base de 100 asientos de Mulat, fue reconstruida y reabierta como el Museo Amelia Lapeña-Bonifacio Teatro Papet (Museo de Marionetas) a través de fondos gubernamentales y subvenciones de los expresidentes Fidel V. Ramos. y Joseph E. Estrada.[1]

- Un reconocimiento memorable de su trabajo se produjo en Bangkok, Tailandia, en 2009 durante el Festival Internacional de Títeres. Un periodista señaló que durante una pausa en la representación del Ramayana, los artistas se acercaron a ella (la habían colocado en la primera fila), le tomaron las palmas de las manos, la inclinaron y la besaron en ambas mejillas. Cuando, con los ojos empañados, la besó ellos, el público se puso de pie.[3]

- En febrero de 2010, el Departamento de Comunicación del Habla y Artes Teatrales de la Universidad de Filipinas le otorgó el título de Madre de las marionetas filipinas para reconocer los esfuerzos de Lapeña-Bonifacioo para promover las historias filipinas y las marionetas asiáticas y, finalmente, crear una tradición de marionetas filipinas.[15]

- En 2017 recibió el premio al ciudadano destacado de la ciudad de Manila y el premio al ciudadano más destacado de la ciudad de Quezon en 2013.[6]

- El 24 de octubre de 2018 fue declarada formalmente por el gobierno como Artista Nacional de Filipinas, siendo la más alta distinción y honor conferido por la República a los artistas de ese país.[16] En ese momento, había escrito 44 obras de teatro, 28 de ellas para niños; 136 cuentos, en su mayoría para niños y adultos jóvenes; 26 libros y una novela de 2014 para lectores jóvenes sobre la Segunda Guerra Mundial, In Binondo, Once Upon a War, escrita desde el punto de vista de un niño de 11 años. También escribió ensayos, discursos, poemas y canciones.[3] En una entrevista de 2019, insinuó una posible colaboración con su compañero Artista Nacional Ryan Cayabyab., a quien ella ya le había enviado un guion original para que él hiciera un musical, y agregó: Espero que lo esté escribiendo ahora.[12]